# Glauke (Tochter des Kreon)
Glauke (altgriechisch Γλαύκη Glaúkē) ist in der griechischen Mythologie die Tochter des Königs Kreon von Korinth. Ihr Name wurde auch als Kreusa überliefert.
Nach der Schilderung in Euripides’ Tragödie Medea verliebte sich Iason in die Tochter Kreons, deren Namen Euripides allerdings nicht nennt, und wollte sie heiraten. Seine eifersüchtige Gemahlin Medea, von Kreon der Stadt verwiesen, tötete ihre Rivalin, indem sie ihr als Hochzeitsgeschenk einen vergifteten Schleier übersandte, der sie innerlich verbrannte. Als ihr Vater zu Hilfe eilte, kam auch er um. Laut Pausanias zeigte man in Korinth eine Quelle, in die sich Glauke in der Hoffnung, das Wasser möge gegen das Gift helfen, gestürzt habe.